# Ivo Mazzucchelli
Ivo Mazzucchelli (Roma, 24 aprile 1943) è un allenatore ed ex giocatore di rugby a 15, in carriera attivo nel ruolo di seconda linea e 20 volte internazionale per l'Italia.

## Biografia
Nato a Roma nel 1943, Mazzucchelli iniziò l'attività sportiva come nuotatore in quanto figlio di un magazziniere del complesso CONI delle piscine del Foro Italico; entrò quindi nella sezione natatoria della S.S. Lazio a 15 anni dopo essere stato notato da alcuni osservatori del club; successivamente passò alla pallanuoto e, una volta cresciuto in altezza, nel 1961 fu convocato a un provino dalla sezione di rugby della polisportiva; visto l'esito positivo, fu chiamato in prima squadra dall'inizio della stagione successiva nel ruolo di seconda linea.
Nel 1965 debuttò in nazionale a Pau per l'annuale incontro di Pasqua contro la Francia, risoltosi in una sconfitta 0-21.
Dopo la Lazio fu al Rugby Roma e successivamente a Parma; nel 1975, nell'incontro di Coppa Europa contro la Romania, rivestì per la prima e unica volta i gradi di capitano della nazionale guidando la squadra a un pareggio 3-3.
Un anno dopo terminò la carriera sia internazionale (a Parma, di nuovo in Coppa Europa contro la Romania) che di club.
Dal termine della carriera agonistica si dedica all'attività di biologo nutrizionista, con interesse particolare all'alimentazione nello sport; allenatore della S.S. Lazio per una stagione nel 1984, è anche responsabile della sezione giovanile dello stesso club e ha insegnato scienze dell'alimentazione all'ex ISEF di Roma.
In occasione delle elezioni regionali in Lazio del 2010 fu candidato consigliere nella lista a sostegno di Emma Bonino.